# Lloyd's List
Lloyd's List es una de las revistas de publicación continua más antiguas del mundo y ya en 1734 proporcionaba noticias semanales sobre transporte marítimo en Londres. Se publicó diariamente hasta 2013 (cuando se publicó el número impreso final, el número 60.850), y ahora publicado digitalmente.
También conocida simplemente como The List, fue iniciada por Edward Lloyd, el propietario de Lloyd's Coffee House, como fuente de información para los agentes comerciales y aseguradores de seguros que se reunían periódicamente en su establecimiento de Lombard Street para negociar la cobertura de seguros para los buques mercantes. Continúa brindando esta información además de seguros marítimos , energía marina, logística, datos de mercado, investigaciones, información legal y comercial global y noticias sobre transporte marítimo.

## Historia
Algunos estimaron que la forma más antigua de la Lloyd's List comenzó en 1692. Un historiador, Michael Palmer, escribió que: "A más tardar en enero de 1692, Lloyd comenzó a publicar un boletín semanal, 'Ships Arrived at and Departed from varios Ports of England', ya que tengo un relato de ellos en Londres... [y] Un relato de los envíos ingleses y los barcos extranjeros para Inglaterra, escucho en puertos extranjeros'". Por esa época, Lloyd's News se publicó tres veces por semana sin ningún énfasis particular en el envío desde 1696 a 1697. Sin embargo, las afirmaciones de que Lloyd's List es el periódico publicado continuamente más antiguo del mundo son controvertidas. La Asociación Mundial de Periódicos enumera varios títulos existentes anteriores.
Thomas Jemson heredó Lloyd's Coffee House en 1727 y fundó Lloyd's List, que se conoce hoy en día cuando lanzó una publicación semanal de inteligencia marítima. La publicación fue semanal hasta marzo de 1735, luego dos veces por semana, los martes y viernes, según Palmer.
En 1769, la cafetería se trasladó a Pope's Head Alley y desde allí comenzó la New Lloyd's List , según Lloyd's Register. El artículo se publicó todos los días excepto los domingos desde el 1 de julio de 1837. En julio de 1884, Lloyd's List se fusionó con Shipping and Mercantile Gazette.
Lloyd's List ha generado varios títulos derivados, incluido el título hermano Insurance Day.
En 2009, Lloyd's List pasó por un importante rediseño que abarcó tanto la cabecera como el periódico mismo. Entre 2011 y 2017, Lloyd's List operó una aplicación móvil. A partir de 2013, Lloyd's List se publicó únicamente en formato digital, ya que se descubrió que menos del 2% de los clientes utilizaban la versión impresa.
En 2022, Informa vendió Lloyd's List a Montagu Private Equity. Luego, la empresa se reorganizó como Maritime Insights & Intelligence Limited.